# Stizocera dozieri
Stizocera dozieri là một loài bọ cánh cứng trong họ Cerambycidae.